# Chantemerle (Marne)
Pour les articles homonymes, voir Chantemerle.
Chantemerle est une commune française, située dans le département de la Marne en région Grand Est.

## Géographie

### Localisation

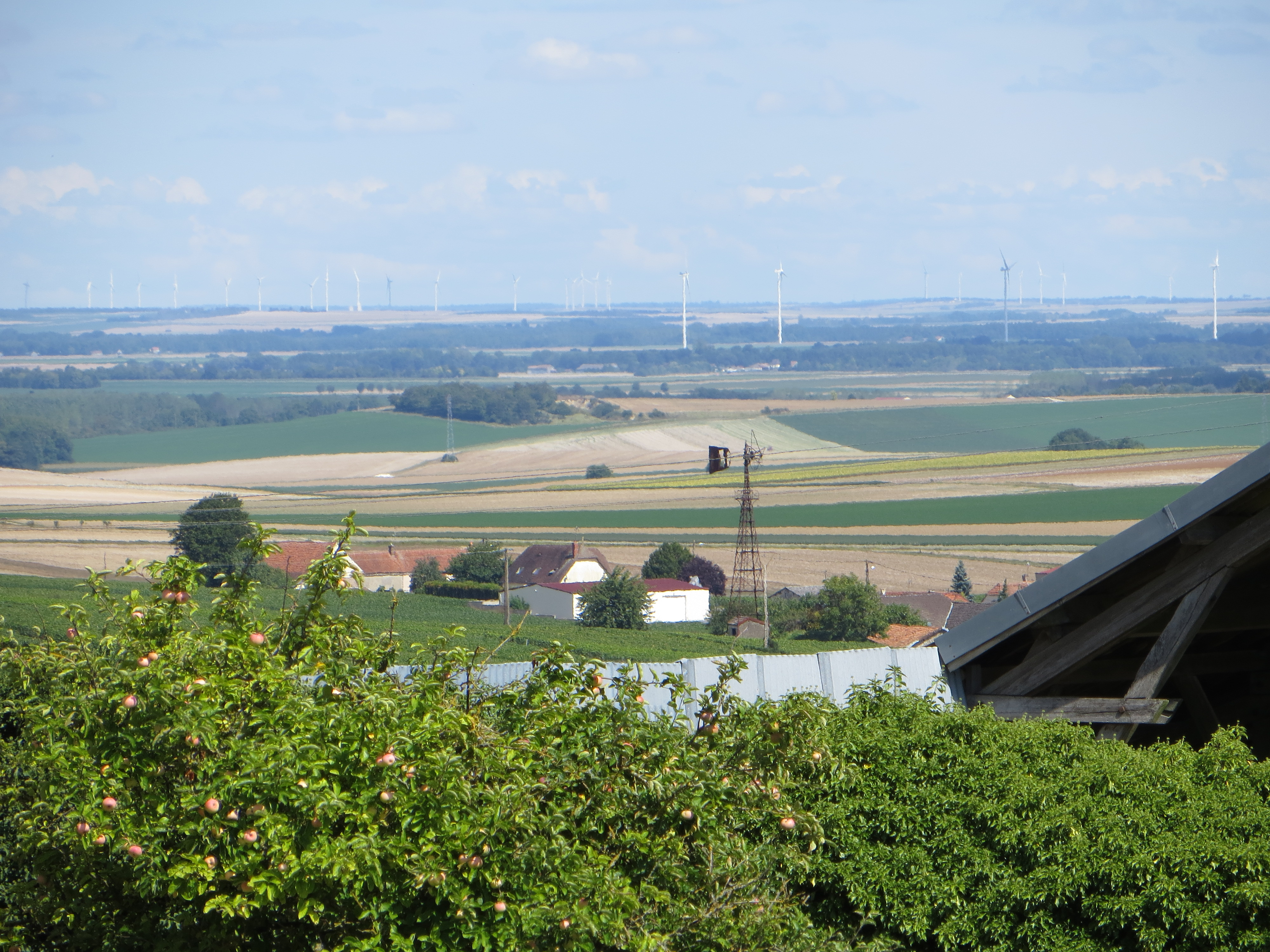
Éoliennes à Chantemerle.

Village viticole situé sur la route touristique du champagne, situé à 13 km au sud-ouest de Sézanne, et desservi par l'ancienne RN 51 (actuelle RD 951).

### Communes limitrophes
| La Forestière |             | Fontaine-Denis-Nuisy      |
| Bethon        | Chantemerle | La Celle-sous-Chantemerle |
|               | Potangis    |                           |

### Hydrographie

#### Réseau hydrographique
La commune est dans la région hydrographique « la Seine de sa source au confluent de l'Oise (exclu) » au sein du bassin Seine-Normandie. Elle est drainée par le Fossé 04 du Grand Étang, le Fossé 01 de l'Étang d'Oliveux, le Fossé 01 des Maisons Rouges et le Fossé 01 du Bois de l'Abbé,.

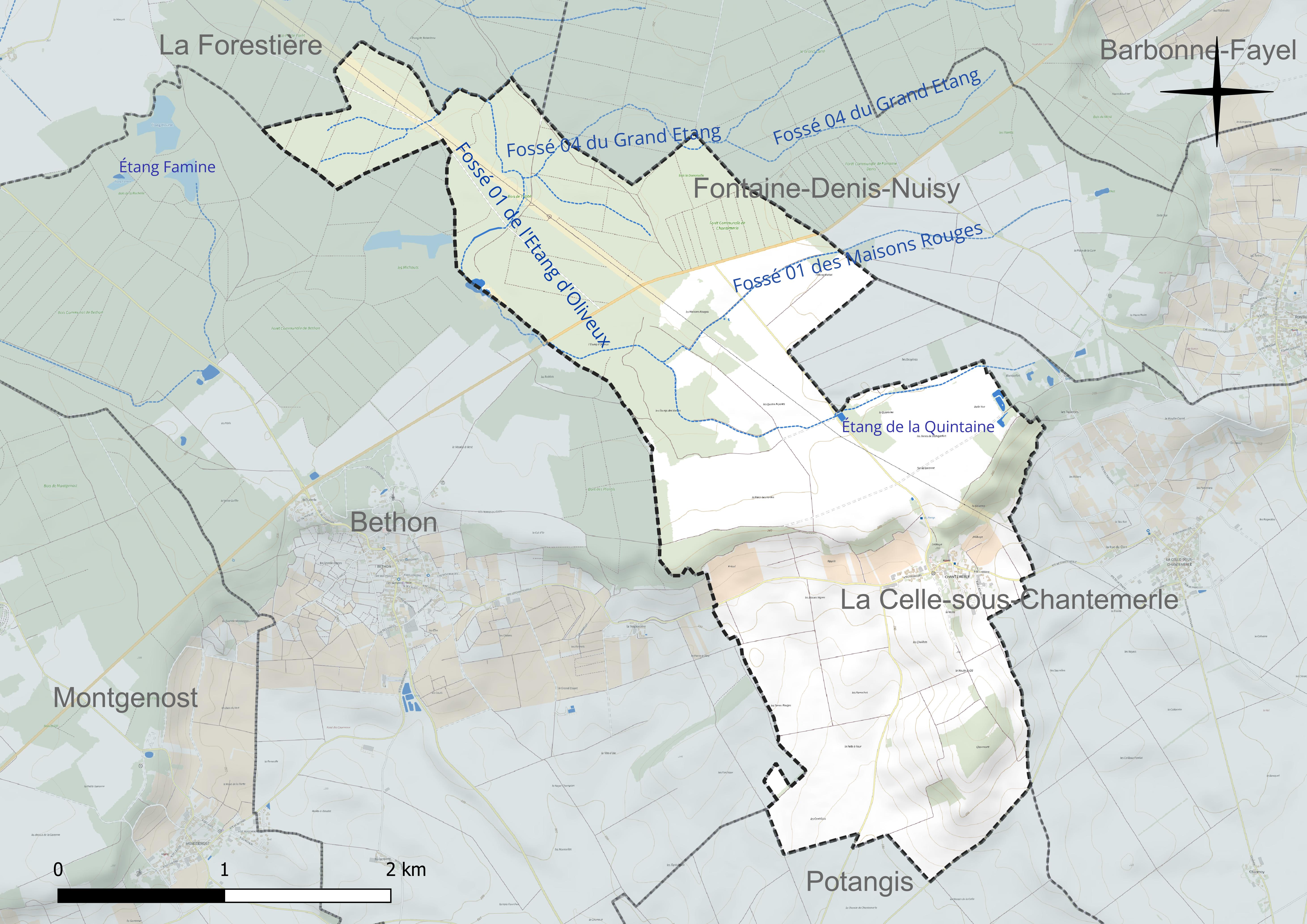
Réseau hydrographique de Chantemerle.

Deux plans d'eau complètent le réseau hydrographique : le plan d'eau 1 de la commune de Bethon, d'une superficie totale de 0,8 ha (0,4 ha sur la commune) et l'étang de la Quintaine (0,2 ha),.

#### Gestion et qualité des eaux
Le territoire communal est couvert par le schéma d'aménagement et de gestion des eaux (SAGE) « Bassée Voulzie ». Ce document de planification concerne le territoire du bassin versant de l'Armançon qui s’étend sur 1 710 km2 et se répartit sur trois départements (l'Aube, l'Yonne et la Marne). Le périmètre a été rrêté le 2 septembre 2016, le diagnostic  a été validé le 29 novembre 20220. La structure porteuse de l'élaboration et de la mise en œuvre est le Syndicat mixte ouvert de l’eau potable, de l’assainissement collectif, de l’assainissement non collectif, des milieux aquatiques et de la démoustication (SDDEA). 
La qualité des cours d’eau peut être consultée sur un site dédié géré par les agences de l’eau et l’Agence française pour la biodiversité. 

### Climat
Pour des articles plus généraux, voir Climat du Grand Est et Climat de la Marne.
En 2010, le climat de la commune est de type climat océanique dégradé des plaines du Centre et du Nord, selon une étude du Centre national de la recherche scientifique s'appuyant sur une série de données couvrant la période 1971-2000. En 2020, Météo-France publie une typologie des climats de la France métropolitaine dans laquelle la commune est exposée à un climat océanique altéré et est dans la région climatique  Nord-est du bassin Parisien, caractérisée par un ensoleillement médiocre, une pluviométrie moyenne régulièrement répartie au cours de l’année et un hiver froid (3 °C). 
Pour la période 1971-2000, la température annuelle moyenne est de 10,5 °C, avec une amplitude thermique annuelle de 15,3 °C. Le cumul annuel moyen de précipitations est de 745 mm, avec 12,2 jours de précipitations en janvier et 8,1 jours en juillet. Pour la période 1991-2020, la température moyenne annuelle observée sur la station météorologique de Météo-France la plus proche, « Romilly », sur la commune de Romilly-sur-Seine à 12 km à vol d'oiseau, est de 11,2 °C et le cumul annuel moyen de précipitations est de 619,5 mm. 
La température maximale relevée sur cette station est de 42,3 °C, atteinte le 25 juillet 2019 ; la température minimale est de −25,2 °C, atteinte le 6 janvier 1971,,. 
Les paramètres climatiques de la commune ont été estimés pour le milieu du siècle (2041-2070) selon différents scénarios d'émission de gaz à effet de serre à partir des nouvelles projections climatiques de référence DRIAS-2020. Ils sont consultables sur un site dédié publié par Météo-France en novembre 2022.

## Urbanisme

### Typologie
Au 1er janvier 2024, Chantemerle est catégorisée commune rurale à habitat très dispersé, selon la nouvelle grille communale de densité à sept niveaux définie par l'Insee en 2022.
Elle est située hors unité urbaine et hors attraction des villes,.

### Occupation des sols
L'occupation des sols de la commune, telle qu'elle ressort de la base de données européenne d’occupation biophysique des sols Corine Land Cover (CLC), est marquée par l'importance des territoires agricoles (61,7 % en 2018), une proportion sensiblement équivalente à celle de 1990 (61 %). La répartition détaillée en 2018 est la suivante : 
terres arables (57,7 %), forêts (38,3 %), cultures permanentes (3,6 %), zones agricoles hétérogènes (0,3 %). L'évolution de l’occupation des sols de la commune et de ses infrastructures peut être observée sur les différentes représentations cartographiques du territoire : la carte de Cassini (XVIIIe siècle), la carte d'état-major (1820-1866) et les cartes ou photos aériennes de l'IGN pour la période actuelle (1950 à aujourd'hui).

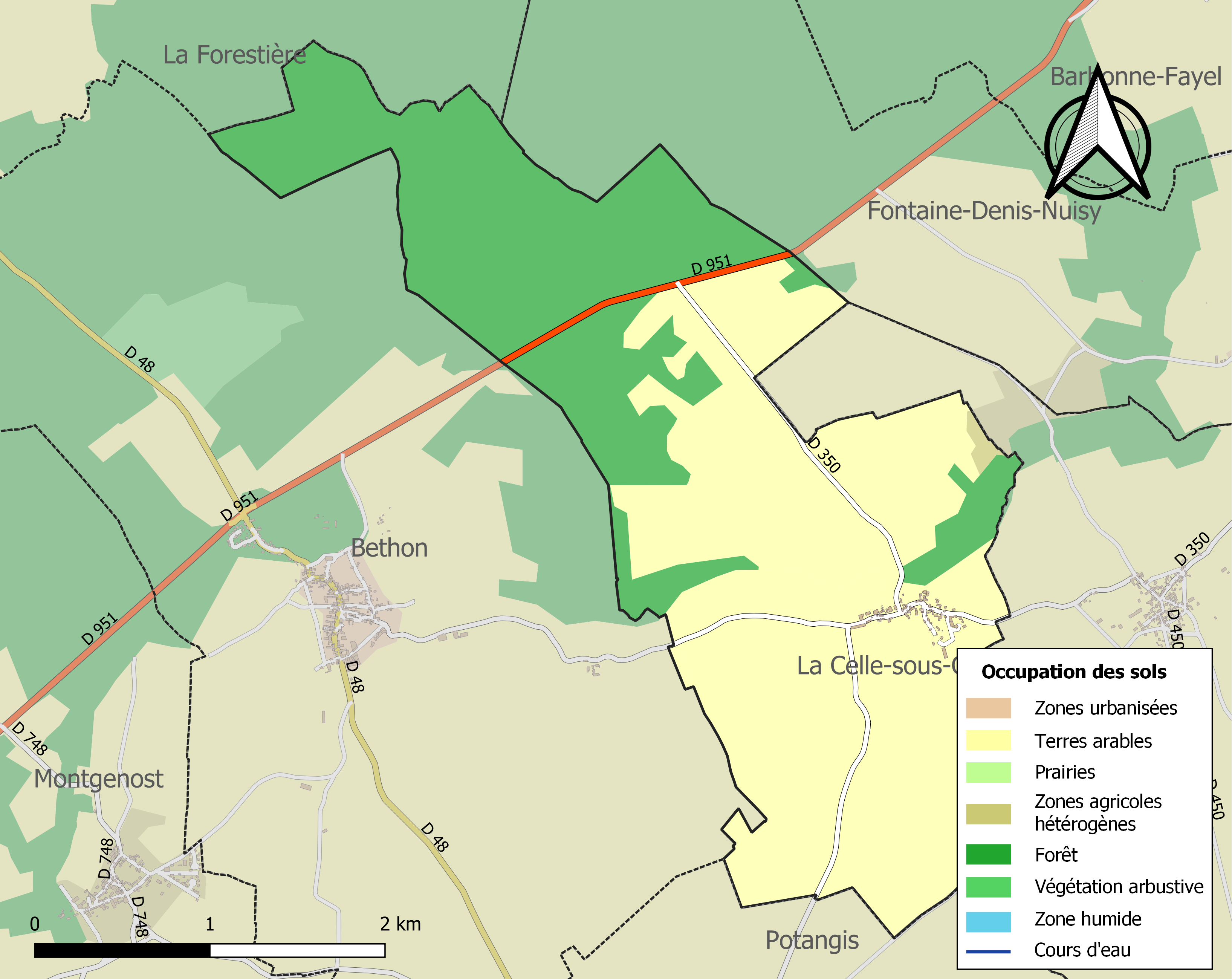
Carte des infrastructures et de l'occupation des sols de la commune en 2018 (CLC).

## Toponymie
Le nom de la localité est attesté sous les formes Cantumerula (1062-1080) ; Cantumella (1128) ; Cantimerla (1131) ; Cantumellum, Cantumerulum (vers 1146) ; Cantumerula (1171) ; Cantum merule (1214) ; Chantemelle, Chante-Mele, Chantemerle (vers 1222) ; Chamtemelle (1344) ; Chantemarle (1489) ; Chantemerles (1535) ; Cantumerulium (1655) ; Chantemesle (1690).

Un chantemerle en langage paysan ou forestier peut signifier un arbre coupé à 1,50 m de haut pour représenter la limite d'une parcelle de bois par rapport à la parcelle voisine. Lors des coupes de bois les bûcherons ont pour habitude de laisser des chantemerles pour marquer les différentes limites d'une parcelle de terrain.

## Histoire
L'abbaye Saint-Serein de Chantemerle, de l'ordre de Saint-Augustin, est fondée en 1180 et réunie en 1683 à l’abbaye Saint-Loup de Troyes, est totalement disparue aujourd'hui. Elle eut, notamment, pour abbé, Louis Le Bourgeois (Héauville - Avranches 1680), également doyen de la cathédrale d'Avranches, poète et théologien.
Chantemerle fait partie des seigneuries du comté de Champagne données comme douaire à Jeanne d'Évreux, veuve du roi Charles IV le Bel mort en 1328.

## Politique et administration

### Rattachements administratifs et électoraux
La commune se trouve dans l'arrondissement d'Épernay du département de la Marne (département). Pour l'élection des députés, elle fait partie depuis 2012 de la troisième circonscription de la Marne.
Elle faisait partie depuis 1801 du canton d'Esternay. Dans le cadre du redécoupage cantonal de 2014 en France, la commune est désormais intégrée au canton de Sézanne-Brie et Champagne.

### Intercommunalité
Conformément aux prévisions du schéma départemental de coopération intercommunale (SDCI) de la Marne du 15 décembre 2011, Chantemerle, qui n'adhérait jusqu'alors à aucune intercommunalité, rejoint le 1er janvier 2014, la communauté de communes des Portes de Champagne,.

### Liste des maires
| Période                                  | Période                      | Identité             | Étiquette | Qualité                        |
| ---------------------------------------- | ---------------------------- | -------------------- | --------- | ------------------------------ |
| Les données manquantes sont à compléter. |                              |                      |           |                                |
| 2001                                     | 2008                         | Bernard Lherme       | UMP       |                                |
| 2008                                     | En cours (au 4 juillet 2014) | Jean-Baptiste Seguin |           | Réélu pour le mandat 2014-2020 |

## Démographie
L'évolution du nombre d'habitants est connue à travers les recensements de la population effectués dans la commune depuis 1793. Pour les communes de moins de 10 000 habitants, une enquête de recensement portant sur toute la population est réalisée tous les cinq ans, les populations de référence des années intermédiaires étant quant à elles estimées par interpolation ou extrapolation. Pour la commune, le premier recensement exhaustif entrant dans le cadre du nouveau dispositif a été réalisé en 2005.

En 2022, la commune comptait 49 habitants, en évolution de +8,89 % par rapport à 2016 (Marne : −1,19 %, France hors Mayotte : +2,11 %).
| 1793 | 1800 | 1806 | 1821 | 1831 | 1836 | 1841 | 1846 | 1851 |
| ---- | ---- | ---- | ---- | ---- | ---- | ---- | ---- | ---- |
| 146  | 177  | 180  | 171  | 184  | 176  | 179  | 191  | 179  |

| 1856 | 1861 | 1866 | 1872 | 1876 | 1881 | 1886 | 1891 | 1896 |
| ---- | ---- | ---- | ---- | ---- | ---- | ---- | ---- | ---- |
| 174  | 168  | 161  | 154  | 144  | 120  | 113  | 116  | 101  |

| 1901 | 1906 | 1911 | 1921 | 1926 | 1931 | 1936 | 1946 | 1954 |
| ---- | ---- | ---- | ---- | ---- | ---- | ---- | ---- | ---- |
| 114  | 89   | 97   | 69   | 92   | 88   | 72   | 49   | 44   |

| 1962 | 1968 | 1975 | 1982 | 1990 | 1999 | 2005 | 2006 | 2010 |
| ---- | ---- | ---- | ---- | ---- | ---- | ---- | ---- | ---- |
| 50   | 51   | 48   | 48   | 47   | 36   | 51   | 53   | 53   |

| 2015 | 2020 | 2022 | - | - | - | - | - | - |
| ---- | ---- | ---- | - | - | - | - | - | - |
| 46   | 49   | 49   | - | - | - | - | - | - |

## Économie
La commune est située dans la côte des Blancs du vignoble de Champagne, où 14 exploitants disposent de 33,70 hectares de vignes, essentiellement de cépage chardonnay.

## Culture locale et patrimoine

### Lieux et monuments

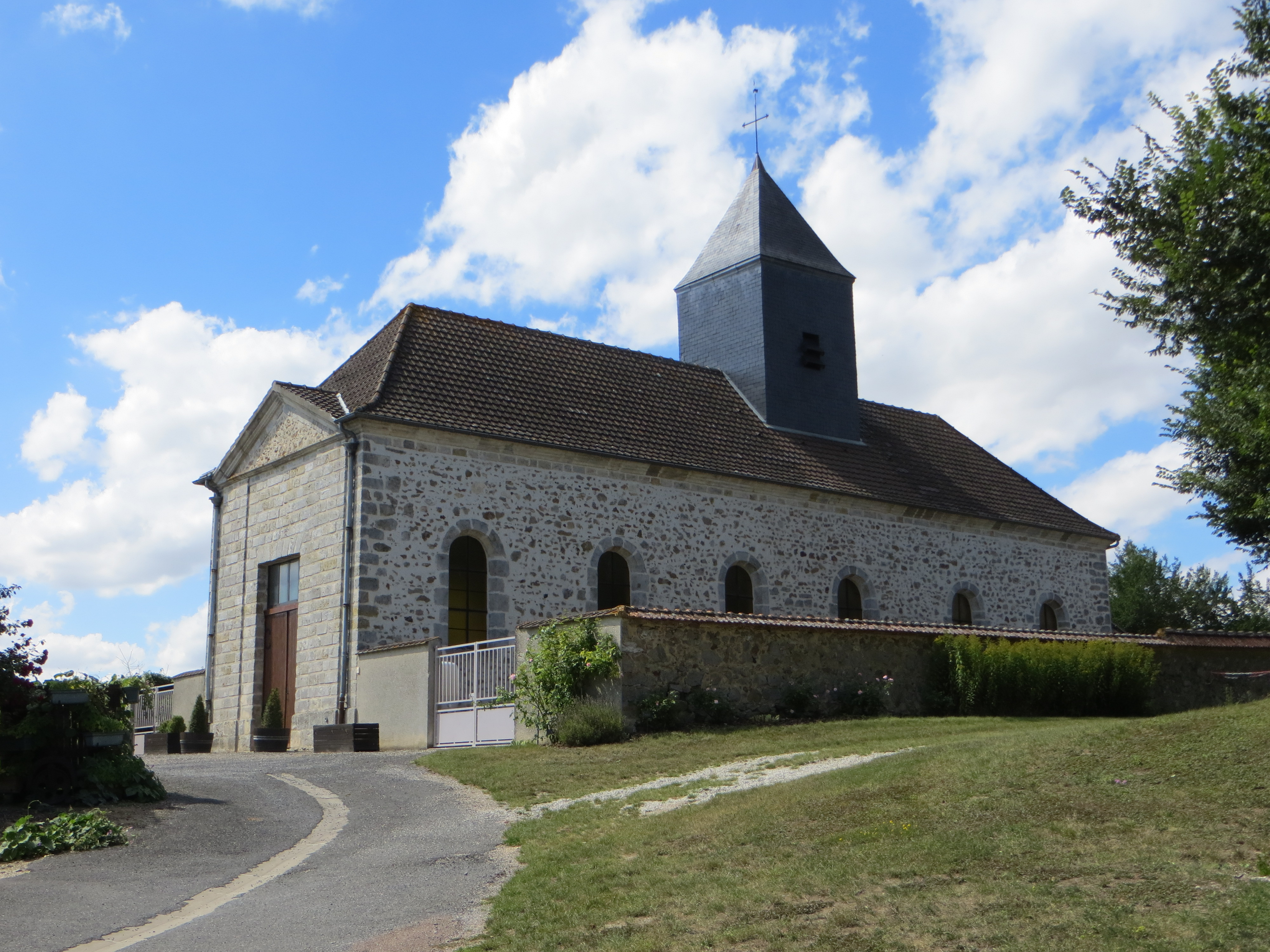
L'église Saint-Serein.

- L'église Saint-Serein, orientée nord-sud, accueille une statue de la Vierge à l'enfant en bois, qui date du XIXe siècle et est classée monument historique[30],[31].
- Étang communal de la Quintaine.
- Le lavoir, sur la place communale.

### Personnalités liées à la commune
- Adrien Languillat, né à Chantemerle en 1808, mort à Zikawei (Shanghai) en 1878, évêque français membre de la Compagnie de Jésus.
- Le 26 novembre 1913, le lieutenant-aviateur Fernand Briault et son mécanicien, le sapeur Emmanuel Brouillard, se tuent lors d'un accident d'avion sur le territoire de la commune au lieu-dit Oliveux. Leurs obsèques eurent lieu à Sézanne le 29 novembre suivant.
Originaire de Périgueux, Fernand Briault repose  au cimetière Saint-Georges de sa ville natale[32]. 
Originaire de Ploërmel Emmanuel Brouillard repose au cimetière de cette commune[33].